# Tanahmerah-Bucht
Die Tanahmerah-Bucht (indonesisch Teluk Tanahmerah, „Roter-Boden-Bucht“; englisch Tanahmerah Bay oder Tanah Merah Bay) ist eine Meeresbucht an der Nordküste der Insel Neuguinea.
Die Bucht liegt im indonesischen Westneuguinea in der Provinz Papua, etwa 50 km nordwestlich der Provinzhauptstadt Jayapura (Hollandia).
Im Zweiten Weltkrieg landeten dort amerikanische Truppen im Rahmen der Operation Reckless.